# First Olsen Tankers
First Olsen Tankers Ltd AS là một công ty vận chuyển của Na Uy thuộc sở hữu của Ganger Rolf ASA và Bonheur và liên kết với Fred. Olsen & Co. Công ty được đăng ký ở Bermuda.
First Olsen Tankers Pte. Ltd. từng sở hữu tàu chở dầu lớn nhất từng được xây dựng, Knock Nevis, đóng vào năm 1979 bởi Công ty trách nhiệm hữu hạn đường thủy và kỹ thuật công nghiệp nặng Sumitomo và điều hành nó như một kho nổi chứa dầu thô (floating storage and offloading unit - FSO) cho đến khi được phá bỏ vào năm 2010.